# Maxence Larrieu
Maxence Larrieu (Marseille, 27 oktober 1934) is een Frans fluitist.
Larrieus moeder was pianodocente aan het conservatorium. Hij begint met fluitspelen op jonge leeftijd, in 1944, aan het Conservatorium van Marseille bij Joseph Rampal, de vader van de bekende Franse fluitist Jean-Pierre Rampal.
Hij behaalt een eerste prijs voor fluit aan het Conservatoire de Paris in 1951 als hij studeert bij Gaston Crunelle en een eerste prijs voor kamermuziek in Parijs in 1953. In 1954 wint hij een prijs op het internationale muziekconcours van Genève en het concours van München. Van 1954 tot 1966 is hij solofluitist van de Opéra-Comique van Parijs. In 1965 volgt hij Jean-Pierre Rampal op als fluitist van het Quintette à vent français. In 1966 wordt hij docent in Los Angeles. Vanaf 1966 verdeelt hij zijn tijd tussen Parijs en Genève, waar hij docent is. Tegelijkertijd ontwikkelt hij een carrière als solofluitist, spelend op festivals en concerten met de beste orkesten zoals het English Chamber Orchestra, de solisten uit Zagreb, etc. Hij maakte tournees in onder meer Europa, Japan, de Verenigde Staten, Australië en Nieuw-Zeeland.